# Josie Knight
Josie Isobel Knight (Dingle, Irlanda, 24 de novembro de 1997) é uma desportista britânica que compete no ciclismo nas modalidades de pista e rota.
Ganhou uma medalha de ouro no Campeonato Europeu de Ciclismo em Pista de 2020, na prova de perseguição por equipas. Nos Jogos Europeus de 2019 obteve uma medalha de prata na mesma prova.

## Medalheiro internacional
| Jogos Europeus     | Jogos Europeus        | Jogos Europeus   | Jogos Europeus          |
| Ano                | Lugar                 | Medalha          | Competição              |
| ------------------ | --------------------- | ---------------- | ----------------------- |
| 2019               | Minsk ( Bielorrússia) | Medalha de prata | Perseguição por equipas |
| Campeonato Europeu |                       |                  |                         |
| Ano                | Lugar                 | Medalha          | Competição              |
| 2020               | Plovdiv ( Bulgária)   | Medalha de ouro  | Perseguição por equipas |